# 1080-е годы до н. э.
1080-е (ты́сяча восьмидеся́тые) го́ды до на́шей э́ры по пролептическому юлианскому календарю — промежуток времени с 1 января 1089 года до н. э. по 31 декабря 1080 года до н. э., включающий с 1089 по 1081 годы 2-го десятилетия  и 1080 год 3-го десятилетия XI века 2-го тысячелетия до н. э. Им предшествовали 1090-е годы до н. э., за ними следовали 1070-е годы до н. э. Они закончились 3105 лет назад.
1080-е годы до нашей эры стали свидетельством первых лет железного века. Многие из великих держав времён расцвета так называемой Бронзовой эпохи в Западном Средиземноморье были или разрушены, или серьёзно ослаблены. Именно в это время начинают проявлять себя ранее незначительные силы, в частности, пришедшие израильтяне и финикийцы оседают в Леванте, а ослабленная в конце среднеассирийского периода Ассирия пожинала плоды своего кратковременного усиления в Месопотамии.

## События
- Продолжение Железного Века.
- 1089 год до н. э. — Меланф, легендарный Царь Афин, умирает после 37 лет правления, и его сменяет его сын Кодр.
- Ранее в 1080 до н. э. Херихор, верховный жрец Амона, узурпирует власть Рамсеса XI, де-факто став единоличным правителем Верхнего Египта.
- 1082 год до н. э. — Вавилония страдает от жестокого голода.[1]
- 1081 год до н. э. — Херитор Умирает.
- В Египте начинается переход от Периода Нового Царства к Третьему Переходному Периоду.

## Выдающиеся люди
- Тиглатпаласар I, царь Ассирии (1114—1076 гг. до н. э.)
- Меланф, Легендарный Царь Афин (1126—1089 гг. до н. э.)
- Кодр, Легендарный Царь Афин (1089—1068 гг. до н. э.)
- Мардук-надин-аххе, Царь Вавилона (1100—1082 гг. до н. э.)
- Мардук-шапик-зери, Царь Вавилона (1082—1069 гг. до н. э.)
- Ди И, император династии Шан в Китае (1101—1076 гг. до н. э.)
- Рамсес XI, Фараон Египта (1107—1077 гг. до н. э.)
- Херихор, Верховный жрец Амона
- Илий, Судья Древнего Израиля